# Hawaii Calls
《Hawaii Calls》는 1941년 데카 레코드에서 발매한 하와이 음악 컴필레이션 음반이다.

## 트랙 리스트
이 음반은 데카 레코드의 카탈로그 넘버 193을 부여 받았다. 해리 오언스가 디스크 1의 노래를 불렀으며, 빙 크로스비는 디스크 2를, 프란시스 랭포드에 딕 매킨타이어의 백보컬은 디스크 3과 4, 딕 매킨타이어 혼자서는 디스크 5에 노래를 녹음하였다.

디스크 1 (1265)
1. "King's Serenade", 1937년 4월 17일 하와이안과 함께 녹음
2. "Hawaii Calls", 1937년 4월 17일 하와이안과 함께 녹음

디스크 2 (3299)
1. "A Song of Old Hawaii", 1940년 7월 1일 딕 매킨타이어와 그의 하모니 하와이안과 함께
2. "Trade Winds", 1940년 7월 1일 딕 매킨타이어와 그의 하모니 하와이안과 함께[4]

디스크 3 (3046)
1. "When Hilo Hattie Does The Hilo Hop", 1940년 2월 19일 딕 매킨타이어와 그의 하모니 하와이안과 함께
2. "Kuu Ipo", 1940년 2월 19일 딕 매킨타이어와 그의 하모니 하와이안과 함께

디스크 4 (3047)
1. "Manuela Boy", 1940년 2월 19일 딕 매킨타이어와 그의 하모니 하와이안과 함께
2. "Moonlight Over Molokai", 1940년 2월 19일 딕 매킨타이어와 그의 하모니 하와이안과 함께

디스크 5 (3048)
1. "Lovely Hula Hands",  1940년 2월 19일
2. "May Day Is Lei Day In Hawaii",  1940년 2월 19일